# Warren Fraser
Warren Fraser (* 8. Juli 1991 auf New Providence) ist ein bahamaischer Leichtathlet aus Nassau, der hauptsächlich im 100-Meter-Lauf antritt.

## Leben

### Bildung
Fraser studierte an der Clemson University.

### Karriere
Seine persönliche Bestleistung von 10,14 Sekunden über die 100 m macht ihn zusammen mit Adrian Griffith zum drittschnellsten Bahamaer. Nur Derrick Atkins und Shavez Hart sind schneller gelaufen. Er qualifizierte sich für die 100 m bei den Olympischen Spielen 2012 und wurde Vierter in seinem Lauf. Seit 2021 hält er den bahamaischen Landesrekord über 60 m, den er Anfang 2014 mit 6,54 s lief. In diesem Jahr war er auch Teil des bahamaischen 4-mal-100-Meter-Teams, das bei den Commonwealth Games den 4-mal-100-Meter-Landesrekord lief. Des Weiteren erreichte er das Finale über 100 m. Er nahm auch an den Commonwealth Games 2018 teil. Er hat auch an den Weltmeisterschaften 2013, 2015 und 2017 im 100-Meter-Lauf teilgenommen.

## Bestleistungen
| Disziplin     | Zeit    | Ort                  | Datum            |
| ------------- | ------- | -------------------- | ---------------- |
| 100 m         | 10,14 s | Nassau, Bahamas      | 27. Juni 2014    |
| 200 m         | 20,85 s | Tucson, Arizona      | 31. März 2012    |
| 400 m         | 48,99 s | Atlanta, Georgia     | 1. Mai 2010      |
| 400 m (Halle) | 49,30 s | Blacksburg, Virginia | 26. Februar 2010 |